# B.E. Taylor
B.E. Taylor, właśc. William Edward Taylor (ur. 18 marca 1951 w Aliquippie, zm. 7 sierpnia 2016 w Wheeling) – amerykański muzyk rockowy, wokalista.

## Życiorys
Był najstarszym spośród trojga synów Billa i Betty. W wieku 11 lat zdiagnozowano u niego chorobę nerek. W tym okresie zainteresował się twórczością The Beatles i wytwórni Motown Records, po czym podjął naukę gry na gitarze, udzielał się także wokalnie. W liceum założył zespół B.E. Taylor and The Establishment. Na początku lat 70. ta grupa zwróciła uwagę agencji talentów Rich Engler’s Go Attractions, dzięki czemu zespół stał się popularnym w okolicy zespołem coverowym. Taylor jednak nie był zadowolony z faktu, iż jego zespół nie gra własnych kompozycji, i wymusił od właścicieli klubów, w których grał, możliwość grania własnych piosenek.
Na początku lat 80. założył zespół B.E. Taylor Group, do którego włączył m.in. poznanego podczas przesłuchań w studio Bearsville Ricka Witkowskiego z grupy Crack the Sky. Ukazały się trzy albumy studyjne grupy, wydane przez MCA Records i Epic Records. Utwór zespołu – „Vitamin L” – był klasyfikowany na liście Hot 100. W 1991 roku Taylor został poproszony o nagranie „Silent Night” dla lokalnej rozgłośni. W ten sposób zaangażował się w muzykę chrześcijańską, czego owocem było wydanie w 1994 roku albumu B.E. Taylor Christmas, a później kolejnych trzech albumów świątecznych.
W marcu 2007 roku zdiagnozowano u niego guza mózgu. W 2008 roku otrzymał nagrodę za całokształt twórczości Uniwersytetu Duquesne. Zmarł w 2016 roku z powodu powikłań po chorobie.

## Życie prywatne
Od 1982 roku był żonaty z Veronicą zd. DeBlasis. W połowie lat 80. małżeństwo przeprowadziło się do Wheeling. Małżeństwo miało dwoje dzieci.

## Dyskografia

### B.E. Taylor Group
- Innermission (1982)
- Love Won the Fight (1983)
- Life Goes On EP (1984)
- Our World (1986)

### Solo
- B.E. Taylor Christmas (1994)
- Try Love (1997)
- B.E. Taylor Christmas 2 (2000)
- One Nation Under God (2004)
- Love Never Fails (2006)
- B.E. Taylor Christmas 3 (2012)